# کارولین هاوس
کارولین هاوس (به انگلیسی: Carolyn House) (زادهٔ ۲۳ اوت ۱۹۴۵) شناگر اهل ایالات متحده آمریکا است.